# Harvey (Míchigan)
Harvey es un lugar designado por el censo ubicado en el condado de Marquette en el estado estadounidense de Míchigan. En el Censo de 2010 tenía una población de 1393 habitantes y una densidad poblacional de 210,84 personas por km².

## Geografía
Harvey se encuentra ubicado en las coordenadas 46°29′30″N 87°20′57″O / 46.49167, -87.34917. Según la Oficina del Censo de los Estados Unidos, Harvey tiene una superficie total de 6.61 km², de la cual 5.16 km² corresponden a tierra firme y (21.87%) 1.45 km² es agua.

## Demografía
Según el censo de 2010, había 1393 personas residiendo en Harvey. La densidad de población era de 210,84 hab./km². De los 1393 habitantes, Harvey estaba compuesto por el 94.54% blancos, el 0.5% eran afroamericanos, el 2.3% eran amerindios, el 0.29% eran asiáticos, el 0% eran isleños del Pacífico, el 0% eran de otras razas y el 2.37% pertenecían a dos o más razas. Del total de la población el 0.5% eran hispanos o latinos de cualquier raza.